# Sinohylemya craspedodenta
Sinohylemya craspedodenta är en tvåvingeart som beskrevs av Hsue 1980. Sinohylemya craspedodenta ingår i släktet Sinohylemya och familjen blomsterflugor. Inga underarter finns listade i Catalogue of Life.